# High School Musical: The Musical: The Series (colonna sonora)
High School Musical: The Musical: The Series: The Soundtrack è la colonna sonora della prima stagione della serie televisiva High School Musical: The Musical: La serie, pubblicata il 10 gennaio 2020 da Walt Disney Records.
L'album contiene nuove canzoni e reinterpretazioni di brani del film originale.

## Antefatti
La colonna sonora contiene nuove registrazioni di canzoni del film originale High School Musical; Start of Something New,What I've Been Looking For, Breaking Free, Stick to the Status Quo, Bop to the Top, When There Was Me and You e We're All in This Together. Le canzoni sono state "rimodernate" per la serie. Steve Vincent, che ha lavorato sui film originali, è stato il supervisore musicale e ha contattato diversi compositori per scrivere nuova musica. Il membro del cast Olivia Rodrigo ha scritto una canzone originale per la serie, All I Want; ha anche co-scritto Just for a Moment con Joshua Bassett e il produttore musicale Dan Book. La prima stagione contiene dieci canzoni originali.

## Promozione

### Pubblicazione
La prima canzone della colonna sonora, The Medley, The Mashup, è stata pubblicata come singolo il 1º novembre 2019, accompagnata da un video musicale. La traccia è un mash-up delle canzoni del film originale.

### Esibizioni dal vivo
Il cast di High School Musical: The Musical: The Series si è esibito con Start of Something New e We're All in This Together a Good Morning America l'8 novembre 2019.

## Tracce
1. Olivia Rodrigo – I Think I Kinda, You Know (Versione die di Nini) – 1:16 (testo: Michael Weiner, Alan Zachary)
2. Olivia Rodrigo – Start of Something New (Versione die di Nini) – 1:41 (testo: Matthew Gerrard, Robbie Nevil)
3. Joshua Bassett – I Think I Kinda, You Know (Versione di Ricky) – 1:57 (testo: Weiner, Zachary)
4. Matt Cornett – Start of Something New (Versione di E.J.) – 0:36 (testo: Gerrard, Nevil)
5. Sofia Wylie – Start of Something New (Versione di Gina) – 1:18 (testo: Gerrard, Nevil)
6. Olivia Rodrigo e Joshua Bassett – I Think I Kinda, You Know (Duet) – 2:52 (testo: Weiner, Zachary)
7. Olivia Rodrigo e Julia Lester – Wondering – 3:45 (testo: Josh Cumbee, Jordan Powers)
8. Olivia Rodrigo e Julia Lester – Wondering (versione al piano di Nini e Ashlyn) – 2:30 (testo: Cumbee, Powers)
9. Cast – Stick to the Status Quo (prova) – 0:43 (testo: David Lawrence, Faye Greenberg)
10. Matt Cornett – A Billion Sorrys – 1:48 (testo: Jeannie Lurie, Gabriel Mann)
11. Olivia Rodrigo e Matt Cornett – What I've Been Looking For (versione di Nini e E.J.) – 2:05 (testo: Andy Dodd, Adam Watts)
12. Olivia Rodrigo – All I Want – 2:57 (testo: Rodrigo)
13. Olivia Rodrigo e Dara Reneé – Bop to the Top (versione di Nini e Kourtney) – 0:35 (testo: Randy Petersen, Kevin Quinn)
14. Cast – Born to Be Brave – 3:09 (testo: Tova Litvin, Doug Rockwell)
15. Joshua Bassett – When There Was Me and You (versione di Ricky) – 1:38 (testo: Jamie Houston)
16. Cast – Truth, Justice and Songs in Our Key – 2:17 (testo: Lurie, Mann)
17. Olivia Rodrigo – Out of the Old – 2:48 (testo: Cumbee, Powers)
18. Kate Reinders – Role of a Lifetime (feat. Lucas Grabeel) – 3:07 (testo: Lurie, Mann)
19. Cast – Get'cha Head in the Game – 2:21 (testo: Raymond Cham, Greg Cham, Andrew Seeley)
20. Cast – Stick to the Status Quo (esibizione) – 1:57 (testo: Lawrence, Greenberg)
21. Olivia Rodrigo e Joshua Bassett – Just For a Moment – 3:17 (testo: Bassett, Rodrigo, Dan Book)
22. Olivia Rodrigo, Joshua Bassett e Matt Cornett – Breaking Free (versione di Nini, Ricky e E.J.) – 2:37 (testo: Houston)
23. Cast – We're All in This Together (Cast) – 3:52 (testo: Gerrard, Nevil)
24. Cast – We're All in This Together (Curtain Call) – 2:26 (testo: Gerrard, Nevil)
25. Cast – I Think I Kinda, You Know (acustica) – 2:48 (testo: Weiner, Zachary)
26. Cast – Wondering (acustica) – 3:42 (testo: Cumbee, Powers)
27. Cast – Born to Be Brave (acustica) – 3:24 (testo: Litvin, Rockwell)
28. Cast – We're All in This Together (acustica) – 3:51 (testo: Gerrard, Nevil)
29. Cast – The Medley, the Mashup – 2:57 (testo: Raymond Cham, Greg Cham, Gerrard, Greenberg, Houston, Lawrence, Nevil, Seeley)
30. Cast – We're All in This Together (Wildcat Chant) – 0:35 (testo: Gerrard, Nevil)

Tracce bonus dell’edizione digitale
1. Bop to the Top (strumentale) – 1:36 (testo: Petersen, Quinn)
2. Stick to the Status Quo (strumentale) – 0:33 (testo: Lawrence, Greenberg)
3. I Think I Kinda, You Know (strumentale) – 2:52 (testo: Weiner, Zachary)
4. Wondering (strumentale) – 3:44 (testo: Cumbee, Powers)
5. A Billion Sorrys (strumentale) – 1:48 (testo: Jeannie Lurie, Gabriel Mann)
6. All I Want (strumentale) – 2:56 (testo: Rodrigo)
7. Born to Be Brave (strumentale) – 3:09 (testo: Litvin, Rockwell)
8. Truth, Justice and Songs in Our Key (strumentale) – 2:16 (testo: Lurie, Mann)
9. Out of the Old (strumentale) – 2:48 (testo: Cumbee, Powers)
10. Role of a Lifetime (strumentale) – 3:07 (testo: Lurie, Mann)
11. Just for a Moment (strumentale) – 3:18 (testo: Bassett, Dan Book, Rodrigo)

## Classifiche
| Classifica (2020) | Posizione massima |
| ----------------- | ----------------- |
| Canada            | 38                |
| Stati Uniti       | 31                |